# Cavendishia
Cavendishia är ett släkte av ljungväxter. Cavendishia ingår i familjen ljungväxter.

## Bildgalleri

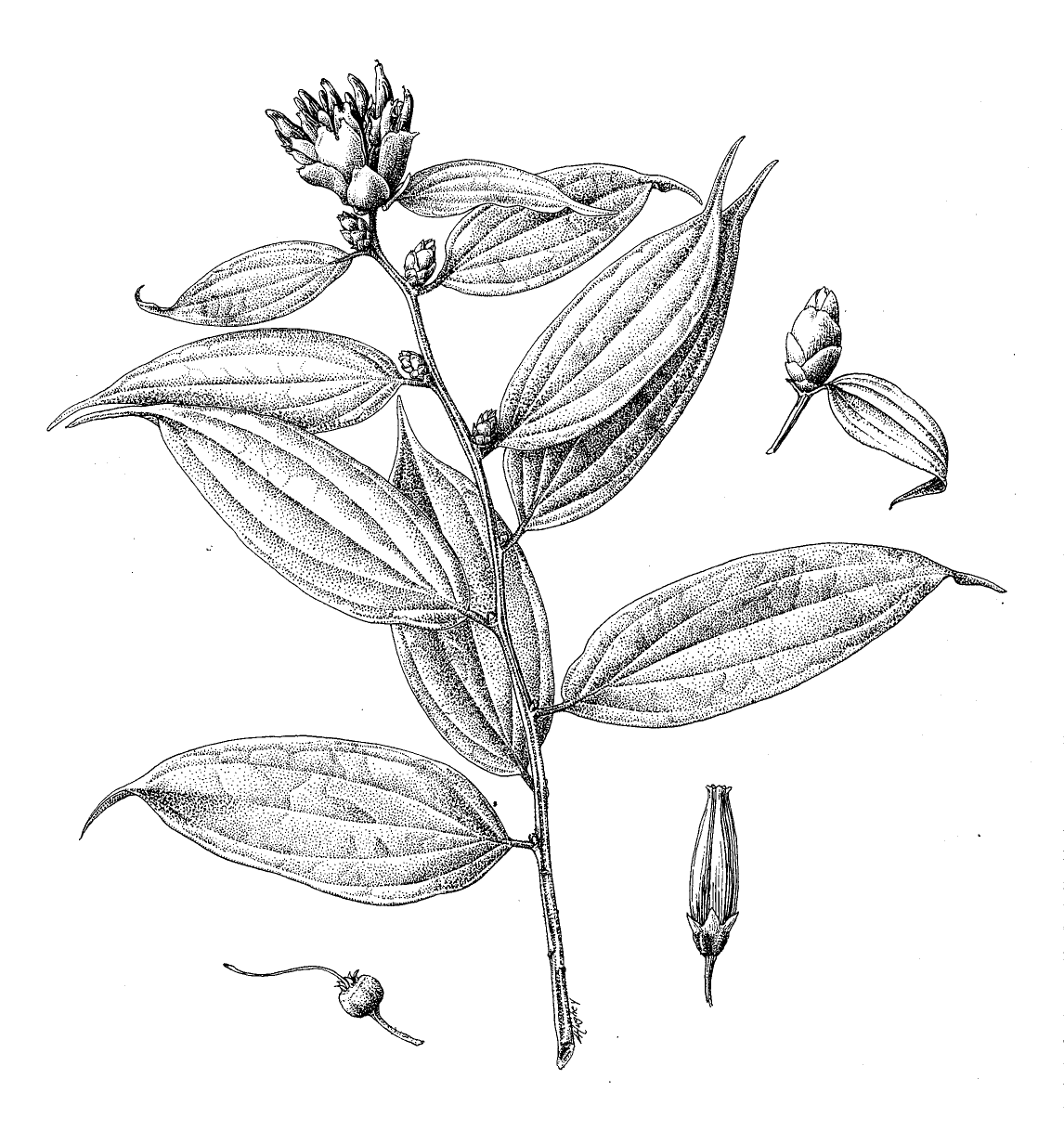

## Dottertaxa tillCavendishia, i alfabetisk ordning[1]
- Cavendishia aberrans
- Cavendishia adenophora
- Cavendishia albopicata
- Cavendishia allenii
- Cavendishia amoena
- Cavendishia amplexa
- Cavendishia angustifolia
- Cavendishia antioquiensis
- Cavendishia arizonensis
- Cavendishia atroviolacea
- Cavendishia aurantiaca
- Cavendishia awa
- Cavendishia axillaris
- Cavendishia barnebyi
- Cavendishia bomareoides
- Cavendishia bracteata
- Cavendishia callista
- Cavendishia calycina
- Cavendishia capitulata
- Cavendishia caudata
- Cavendishia chiriquiensis
- Cavendishia chlamydantha
- Cavendishia chocoensis
- Cavendishia ciliata
- Cavendishia coccinea
- Cavendishia colombiana
- Cavendishia compacta
- Cavendishia complectens
- Cavendishia confertiflora
- Cavendishia copeensis
- Cavendishia corei
- Cavendishia cuatrecasasii
- Cavendishia darienensis
- Cavendishia davidsei
- Cavendishia dendrophila
- Cavendishia divaricata
- Cavendishia dulcis
- Cavendishia endresii
- Cavendishia engleriana
- Cavendishia erythrostegia
- Cavendishia foreroi
- Cavendishia fortunensis
- Cavendishia fusiformis
- Cavendishia gentryi
- Cavendishia glandulosa
- Cavendishia gomezii
- Cavendishia grandifolia
- Cavendishia grossa
- Cavendishia guatapeensis
- Cavendishia herrerae
- Cavendishia isernii
- Cavendishia jardinensis
- Cavendishia lactiviscida
- Cavendishia laurifolia
- Cavendishia lebroniae
- Cavendishia leucantha
- Cavendishia limonensis
- Cavendishia lindauiana
- Cavendishia linearifolia
- Cavendishia longirachis
- Cavendishia luteynii
- Cavendishia macrocephala
- Cavendishia mariae
- Cavendishia martii
- Cavendishia megabracteata
- Cavendishia melastomoides
- Cavendishia micayensis
- Cavendishia morii
- Cavendishia neblinae
- Cavendishia nitens
- Cavendishia nitida
- Cavendishia nobilis
- Cavendishia nuda
- Cavendishia oligantha
- Cavendishia orthosepala
- Cavendishia osaensis
- Cavendishia palustris
- Cavendishia panamensis
- Cavendishia parviflora
- Cavendishia pedicellata
- Cavendishia pilobracteata
- Cavendishia pilosa
- Cavendishia porphyrea
- Cavendishia pseudopedunculata
- Cavendishia pseudostenophylla
- Cavendishia pubescens
- Cavendishia punctata
- Cavendishia quercina
- Cavendishia quereme
- Cavendishia revoluta
- Cavendishia rhynchophylla
- Cavendishia ruiz-teranii
- Cavendishia santafeensis
- Cavendishia sirensis
- Cavendishia sophoclesioides
- Cavendishia speciosa
- Cavendishia spicata
- Cavendishia stenophylla
- Cavendishia subamplexicaulis
- Cavendishia subfasciculata
- Cavendishia talamancensis
- Cavendishia tarapotana
- Cavendishia tenella
- Cavendishia trujilloensis
- Cavendishia tryphera
- Cavendishia uniflora
- Cavendishia urophylla
- Cavendishia venosa
- Cavendishia wercklei
- Cavendishia vinacea
- Cavendishia violacea
- Cavendishia viridiflora
- Cavendishia zamorensis